# Динево
Динево (болг. Динево) — село в Болгарии. Находится в Хасковской области, входит в общину Хасково. Население составляет 826 человек.

## Политическая ситуация
В местном кметстве Динево, в состав которого входит Динево, должность кмета (старосты) исполняет Тодор Ангелов Тодоров (коалиция партий: партия «Родина», демократический союз «Радикалы») по результатам выборов.
Кмет (мэр) общины Хасково — Георги Иванов Иванов (коалиция партий: партия «Родина», демократический союз «Радикалы») по результатам выборов.